# Siri Seglem
Siri Seglem, née le 30 mars 1983 à Flekkefjord, est une handballeuse internationale norvégienne. Elle joue pour le club danois de Viborg HK après avoir évolué au Aalborg DH et au HC Odense.

## Palmarès
- Championnat du monde
  -  3e du Championnat du monde 2009,  Chine[3]